# 16 japonských mučedníků
Vavřinec Ruiz, Domingo Ibáñez de Erquicia, Jakub Kyusei Gorōbyōe Tomonaga a 13 společníků jsou skupinou japonských katolických věřících, popravených mezi lety 1633–1637 během pronásledování křesťanů ze strany šógunů z rodu Tokugawa. Katolická církev je uctívá jako svaté mučedníky.

## Kontext
Během období Edo bylo Japonsko ovládáno šóguny z rodu Tokugawa. Šógun Iejasu Tokugawa eskaloval násilí proti křesťanům, což mělo za následek několik desítek tisíc obětí. Z mučedníků, kteří zemřeli v letech 1603–1868, byla v roce 1867 blahořečena skupina 205 a další skupinu tvoří 16 zde popsaných mučedníků, z nichž devět je Japonců, čtyři Španělé, jeden Ital, jeden Francouz a jeden Filipínec.
Popraveni byli ukřižováním, a pohřbením zaživa do země, utopením, se nebo byli podrobeni metodě ana-tsurushi a jejich těla byla zpopelněna a vhozena do moře. Většina z nich zemřela na kopci Nishizaka v Nagasaki, který byl v roce 1597 místem popravy 26 kanonizovaných mučedníků a v letech 1617–1632 výše zmíněné skupiny 205 mučedníků.

## Seznam mučedníků
- sv. Domingo Ibáñez de Erquicia († 14. srpna 1633) – dominikánský kněz (Španěl)
- sv. František Shōemon († 14. srpna 1633) – dominikánský novic, katecheta (Japonec)
- sv. Jakub Kyusei Gorōbyōe Tomonaga († 17. srpna 1633) – dominikánský kněz (Japonec)
- sv. Michael Kurōbyōe († 17. srpna 1633) – katecheta (Japonec)
- sv. Lukáš Alonso Gorda († 19. října 1633) – dominikánský kněz (Španěl)
- sv. Matouš Kohyōe († 19. října 1633) – dominikánský novic (Japonec)
- sv. Magdalena z Nagasaki († 16. října 1634) – dominikánská terciářka (Japonka)
- sv. Maryna z Ōmury († 11. listopadu 1634) – dominikánská terciářka (Japonka)
- sv. Tomáš Hioji Rokusayemon Nishi († 17. listopadu 1634) – dominikánský kněz (Japonec)
- sv. Jordan Ansalone († 17. listopadu 1634) – dominikánský kněz (Ital)
- sv. Antonio Gonzalez († 24. září 1637) – dominikánský kněz (Španěl)
- sv. Wilhelm Courtet († 29. září 1637) – dominikánský kněz (Francouz)
- sv. Michael de Aozaraza († 29. září 1637) – dominikánský kněz (Španěl)
- sv. Lazar z Kjóta († 29. září 1637) – překladatel ve službách dominikánů (Japonec)
- sv. Vavřinec Ruiz († 29. září 1637) – laik z Manily (Filipínec)
- sv. Vincenc Shiwozuka († 29. září 1637) – dominikánský kněz (Japonec)

## Úcta
Jejich beatifikační proces započal dne 26. listopadu 1979, čímž obdržel titul služebník Boží. Dne 11. října 1980 podepsal papež sv. Jan Pavel II. dekret o jejich mučednictví.
Blahořečeni pak byli dne 18. února 1981 v Manile papežem sv. Janem Pavlem II., během jeho apoštolské návštěvy na Filipínách. Dne 1. června 1987 byl uznán zázrak na jejich přímluvu, potřebný pro jejich svatořečení. Svatořečeni pak byli dne 18. října 1987 na Svatopetrském náměstí papežem sv. Janem Pavlem II.
Jejich památka je připomínána 28. září.